# Taeniodera borneensis
Taeniodera borneensis är en skalbaggsart som beskrevs av Ernst Gustav Kraatz 1892. Taeniodera borneensis ingår i släktet Taeniodera och familjen Cetoniidae. Utöver nominatformen finns också underarten T. b. puncticollis.